# 二氟胺
二氟胺是一种无机化合物，化学式 NHF2。

## 制备
二氟胺可以由二氟尿素的水解而成。
{\displaystyle \mathrm {CH_{4}N_{2}O+2\ F_{2}\longrightarrow CH_{2}F_{2}N_{2}O+2\ HF} }
{\displaystyle \mathrm {CH_{2}F_{2}N_{2}O+2\ HF+H_{2}O\longrightarrow } } {\displaystyle \mathrm {HNF_{2}+CO_{2}+NH_{4}F\cdot HF} }
它也可以由四氟肼和硫代苯酚反应而成。
{\displaystyle \mathrm {N_{2}F_{4}+2\ C_{6}H_{5}SH\longrightarrow 2\ NHF_{2}+C_{6}H_{5}SSC_{6}H_{5}} }

## 性质
二氟胺是一种无色爆炸性气体，于 1931 年被Otto Ruff发现。它可以作为酸，与碱反应形成NF−
2离子。这个分子是三角锥型的。它在氟化钾 下分解成二氟化二氮和氟化氢。